# 우유

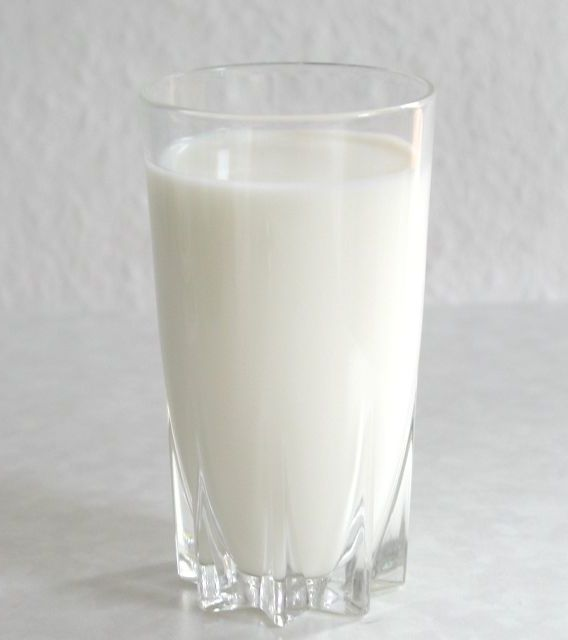
컵에 담긴 우유의 모습.

우유(牛乳), 소젖, 쇠젖 또는 타락(駝酪)은 소의 젖을 말하며, 소에게 그자리에서 바로 얻은 "생유" 외에도, 지방을 제거하거나 유당을 분해한 제품을 포함한다. 그 밖에 취향에 따라 다양한 재료와 화학조미료를 섞어서 만든 음료(커피 우유, 딸기 우유, 초콜릿 우유, 검은콩우유, 바나나우유 등)도 포함한다. 특히 우유는 연유, 버터, 크림, 치즈, 요구르트, 아이스크림, 분유 등 여러 가지 유제품으로 가공되며, 가공된 우유는 일반 우유보다는 건강에 좋지 않지만 달달하거나 고소한 맛으로 많은 인기를 끌고 있다.

## 우유와 과즙을 이용한 발효유의 제조
사과쥬스와 포도쥬스 2종을 우유와 여러 가지 비율로 혼합하여 기질을 만들고, Lactobacillus acidophilus (KCTC 2182)로 발효하여 발효유를 만든 후, 과즙-우유 혼합 기질에서 젖산균의 생육과 산생성(pH) 및 발효유의 관능성을 관찰하였다. 사과쥬스나 포도쥬스를 우유에 25 mL : 25 mL부터 5 mL : 45 mL의 비율로 첨가하여 L. acidophilus로 21시간 발효시킨 경우 pH는 쥬스 첨가 시료가 다소 낮았으나, 생균수는 거의 차이가 없었다. pH와 생균수의 경시적인 변화를 보면, pH는 사과쥬스-우유, 포도쥬스-우유, 우유시료 어느 것이나 6시간까지 큰 차이가 없었으나, 6시간부터 21시간까지 현저하게 저하하였다. 한편 pH 수치는 쥬스-우유 시료가 우유 시료보다 낮았다. 생균수의 변화는 쥬스-우유, 우유시료 어느 것이나 대략 발효 3시간까지 lag phase, 대략 15시간까지 log phase를 유지하였으며, 시료 사이에 생균수의 차이는 크지 않았다. 관능검사의 결과를 보면, 우유에 쥬스(사과, 포도)를 15 mL : 35 mL, 5 mL : 45 mL의 비율로 혼합하여 만든 발효유의 관능성, 특히 전반적인 기호도는 표준시료인 우유시료보다 우수하며, 적정 첨가 비율은 쥬스-우유 15 mL : 35 mL인 것로 나타났다. 한편 두 쥬스 가운데는 포도쥬스 시료가 사과쥬스 시료보다 관능성이 다소 높은 것으로 나타났다.

## 영양소
우유는 영양소들이 많아 완전식품이라고도 불리며, 단백질이 아주 많이 씹으면  고기 맛이 살짝 난다.
우유는 성장에 필요한 칼슘, 단백질 등이 풍부하여 성장기의 어린이, 청소년에게 매우 유익하며, 이를 완전식품이라고 주장하는 사람도 있다. 우유를 소화시키려면 락테이스(lactase)라는 유당 분해 효소가 필요하지만, 많은 사람들(특히 몽골 인종)이 이를 가지고 있지 않기 때문에, 효소가 결핍된 사람이 무리하게 우유를 섭취할 경우 설사와 소화불량을 일으킬 수 있다. 또한 체질에 따라 우유 알레르기를 일으킬 수 있다.

## 우유의 등급
미국에서는 우유를 W와 M등급으로 나누어 놓았는데, W급은 주로 가게에서 직접 판매하고 소비하는 데 쓰이고, M급은 치즈 제작이나 다른 가공을 위한 간접적인 소비를 위해 사용된다.
대한민국에서는 편의점 화면에 "저지방 우유"라는 제품 이름을 사용하기도 하는데, 이는 지방 함량을 2% 이하로 줄인 우유를 말한다. 일반 우유와 달리 지방 함량이 적어 다이어트, 성인병 예방에 도움이 되는 것으로 알려져 있다. 하지만 큰 효과는 없는 것으로 밝혀졌다. 저지방 우유를 만들기 위해 지방을 분리시킨 뒤, 분리된 지방으로 버터나 크림 등 다른 유제품으로 생산할 수 있다.

## 우유에 대한 비판
임상의학의 세계적 권위자이자 하버드 대학교 교수인 월터 월렛은 광범위한 조사 끝에 유제품과 관련한 미국 농무부의 권고를 말 그대로 우스꽝스럽다며 다음과 같이 주장한다.
- 우유가 골절을 예방하지 않고 오히려 증가시킨다. 유제품과 칼슘 소비가 적은 아프리카, 아시아 등의 지역에서는 골다공증 발생률도 낮았다.
- 칼슘은 사람들이 생각하는 것처럼 뼈를 보호해주지는 않을 뿐더러 우유에서만 특별히 얻을 수 있지도 않다. 비타민D가 더 중요하다.
- 유제품 섭취는 건강한 세포뿐만 아니라 그렇지 않은 세포(암)도 촉진하는 인슐린 유사성장인자-1의 수치를 증가시킨다.
- 세계인의 75% 또는 3/4는 선천적으로 유제품 소화능력이 떨어진다. 이는 호모사피엔스의 역사에서 목축을 시작한 것이 1만년도 되지 않는다는 사실에 기인한다.
- 유제품은 건강에 해로울 수 있다.

미국의 저명한 의사인 마크 히먼은 '유제품을 끊어야 할 여섯 가지 이유'라는 제목의 동영상에서 유제품을 권하는 미국 농무부의 권고를 적극 비판한다. 그는 농무부의 권고 식품을 만드는 위원들 중에는 낙농업계 종사자들이 있고, 낙농업계에 고용된 로비스트들 또한 끊임없이 정책결정에 자신들의 이익을 반영하고 있기 때문에 소비자들이 이러한 사실을 알지 못한다고 주장한다. 그는 미국 연방거래위원회의 유제품과 건강간 관계에 대한 조사를 인용하며 유제품이 뼈 건강과 골다공증 예방에 좋다는 증거는 없으며 유제품이 오히려 뼈 손실을 초래할 수 있고, 전립선암과 심장질환, 과민성 대장 증후군의 원인이 된다고 말한다.
존 맥두걸은 육류와 우유 등 동물성 식품이 보통 사람들의 생각과 달리 건강에 해롭다고 주장한다. 우유와 고기가 칼슘을 공급하여 뼈를 튼튼하게 하고, 필수적인 단백질을 함유하고 있다는 것은 낙농업계가 자신들의 이익을 위해 개발한 논리라는 것이다. 1970년대 맥두걸 프로그램을 개발하면서 그는 녹말 음식과 채식 위주의 식사가 인체에 가장 이상적인 영양소를 공급하며, 동물성 단백질 식품은 오히려 신체에 해악을 끼친다는 결론에 도달하였다. 그의 주장에 따르면, 유제품은 근본적으로 60파운드의 송아지를 600파운드로 만들기 위해 과도하게 많은 단백질과 호르몬, 에스트로겐이 함유되어 있으며 많은 양의 채소와 같이 섭취하지 않을 경우 각종 성인병의 원인이 될 수 있다.

## 서울지역 일부 초등학생의 학교우유급식 실태
초등학생들의 학교우유급식 실태를 조사하기 위하여 서울특별시에 거주하는 518명의 남여 어린이들을 대상으로 설문지 조사법으로 실시하였다. 조사 대상자의 88.2%가 학교우유급식에 참여하였으며, 남학생이 여학생에 비하여 학교우유급식 참여율이 유의적으로(p<0.05) 높았다. 학교우유급식에 참여하는 어린이들 중 81.8%가 급식으로 제공되는 우유를 매일 마셨으며, 제공된 우유에 대하여 47.9%의 어린이들이 만족하였다. 학교우유급식에 참여하지 않는 이유로는 ''우유의 맛이 없어서''와 "우유를 마시면 배가 아파서''가 주요 장애 요인으로 나타났다. 초등학생들의 30.7%만이 학교우유급식을 반드시 해야 한다고 생각하고 있었으며, 남학생이 여학생보다 유의적으로(p<0.05) 높았다. 학교우유급식에 대한 요구 사항은 흰우유 대신 가공우유와 요구르트가 제공되기를 원하였다. 따라서 우유 소비를 촉진시키고 학교우유급식의 참여도를 높이기 위해서는 어린이들의 요구에 맞는 다양한 종류의 우유와 유제품을 급식에 제공하고, 어린이들이 원하는 세심한 사항을 고려하여 개선해 나가야 할 것이다. 또한 어린이들을 위한 적절한 식품 가이드와 우유 교육 프로그램을 개발하여야 지속적으로 확대 실시해야 할 것으로 사료되었다.

## 같이 보기
- 젖소
- 딸기우유
- 초코우유
- 바나나우유
- 시리얼
- 제티
- 완전식품
- 유제품
- 단백질
- 아이스크림
- 밀크셰이크
- 버터
- 크림
- 베이글
- 분유
- 비스킷
- 스무디
- 와플
- 요구르트
- 프로즌 요구르트
- 치즈
- 하우다
- 모차렐라
- 카망베르
- 블루치즈
- 카페 라테
- 카푸치노
- 크레페
- 타락죽
- 판나코타
- 푸딩
- 프렌치 토스트
- 커피 우유